# Bahodir Yoldoshev
Pour les articles homonymes, voir Yoldoshev.
 (décembre 2023).
La mise en forme du texte ne suit pas les recommandations de Wikipédia : il faut le « wikifier ».
Les points d'amélioration suivants sont les cas les plus fréquents. Le détail des points à revoir est peut-être précisé sur la page de discussion.
- Les titres sont pré-formatés par le logiciel. Ils ne sont ni en capitales, ni en gras.
- Le texte ne doit pas être écrit en capitales (les noms de famille non plus), ni en gras, ni en italique, ni en « petit »…
- Le gras n'est utilisé que pour surligner le titre de l'article dans l'introduction, une seule fois.
- L'italique est rarement utilisé : mots en langue étrangère, titres d'œuvres, noms de bateaux, etc.
- Les citations ne sont pas en italique mais en corps de texte normal. Elles sont entourées par des guillemets français : « et ».
- Les listes à puces sont à éviter, des paragraphes rédigés étant largement préférés. Les tableaux sont à réserver à la présentation de données structurées (résultats, etc.).
- Les appels de note de bas de page (petits chiffres en exposant, introduits par l'outil «  Source ») sont à placer entre la fin de phrase et le point final[comme ça].
- Les liens internes (vers d'autres articles de Wikipédia) sont à choisir avec parcimonie. Créez des liens vers des articles approfondissant le sujet. Les termes génériques sans rapport avec le sujet sont à éviter, ainsi que les répétitions de liens vers un même terme.
- Les liens externes sont à placer uniquement dans une section « Liens externes », à la fin de l'article. Ces liens sont à choisir avec parcimonie suivant les règles définies. Si un lien sert de source à l'article, son insertion dans le texte est à faire par les notes de bas de page.
- La présentation des références doit suivre les conventions bibliographiques. Il est recommandé d'utiliser les modèles {{Ouvrage}}, {{Chapitre}}, {{Article}}, {{Lien web}} et/ou {{Bibliographie}}. Le mode d'édition visuel peut mettre en forme automatiquement les références.
- Insérer une infobox (cadre d'informations à droite) n'est pas obligatoire pour parachever la mise en page.

Pour une aide détaillée, merci de consulter Aide:Wikification.
Si vous pensez que ces points ont été résolus, vous pouvez retirer ce bandeau et améliorer la mise en forme d'un autre article.
Bahodir Tursunovich Yoldoshev (né le 7 septembre 1945 à Kattakourgan, dans la région de Samarkand, en RSS d'Ouzbékistan, et mort le 16 mai 2021) était un acteur de théâtre et de cinéma ouzbek et soviétique.

## Biographie
Il est né le 7 septembre 1945 dans la ville de Kattakourgan, dans la région de Samarkand de la RSS d'Ouzbékistan, au sein de la famille de l'Artiste du Peuple de la République d'Ouzbékistan Shirin (Sorakhan) Melieva et de l'acteur Tursun Yuldashev.
Après avoir terminé le département de mise en scène de l'Institut du théâtre et des arts de Tachkent en 1970, il a effectué un stage au Théâtre du drame Bolchoï (BDT) sous la direction de Georgy Tovstonogov. À partir de 1970, il a travaillé en tant que metteur en scène au Théâtre académique Hamza en Ouzbékistan. Il était associé au théâtre depuis 1968, lorsqu'il a travaillé comme régisseur pendant six mois tout en étant encore étudiant, puis en tant que technicien lumière
En 1974, à l'âge de 28 ans, il a été nommé directeur en chef du théâtre. En 1983, il a fondé le Théâtre de la Satire républicaine du nom d'A.Kakhkhar et en est devenu le directeur artistique.
À partir de 1984, il a travaillé en tant que directeur en chef du «Théâtre de la Jeune Garde» («Yosh Gvardiya»), qui a été ultérieurement renommé «Théâtre A. Khidoyatov» puis «Théâtre dramatique ouzbek du nom d'Abror Khidoyatov». Là-bas, il a mis en scène des pièces telles que «Les facéties de Maysara» (Hamza), «Farmonbibi s'est offensée» («Farmonbibi Arazladi»), «Les secrets de la Parandja», «La ceinture noire», «Iskander», «Firidun», «Nodirabegim» et «La Route de la soie». À partir de 1992, il a occupé le poste de directeur en chef et de producteur du festival de musique international «Sharq Taronalari» à plusieurs reprises. En 1994, il a participé en tant que metteur en scène et producteur aux célébrations du 600e anniversaire de la naissance de Ulugh Beg. En 1995, il a dirigé la célébration de Nowruz, et en 1996, le 660e anniversaire de la naissance de Tamerlan. En 2009, il a fondé le studio de théâtre «Diydor», où de nombreux futurs maîtres de l'art ouzbek ont appris les fondements des arts du théâtre. Il a continué à en être le directeur artistique jusqu'à son décès.
Il est décédé le 16 mai 2021, à l'âge de 76 ans,.

## Filmographie
Il a joué de nombreux rôles en tant qu'acteur et plusieurs œuvres dramatiques ont été mises en scène,:
- 1971 : Quand le moulin à vent s'est arrêté : Gaib
- 1977-1984 : série télévisée Fiery Roads : Alchinbek
- 1981 : Rencontre sous les hautes neiges : Moukhtarov
- 1981 : La Toison d'or : Kurkmas
- 1982 : Révolution par Instruction 107 : enquêteur
- 1985 : Long écho dans les montagnes : Umarkul
- 1986 : À la chasse au dragon : Carlos
- 1986 : La Ceinture de diamants : Sherzod
- 1987 : L'Amertume de la chute : Usmanov
- 1989 : À la chasse à la licorne
- 2003 : Le Géant et le Shorty

Il a également réalisé la comédie Le Mari volage (1999-2000).

## Récompenses
- 1979 : O'zbekiston SSRda xizmat ko'rsatgan artiste(«Artiste honoré de la RSS d'Ouzbékistan»)[9]
- 1995 : O'zbekiston xalq Artisti («Artiste honoré de l'Ouzbékistan»)[9],[10]
- 1998 : Mehnat shuhrati ordeni («Ordre Mehnat shuhrati»)
- «Fidokorona xizmatlari uchun» ordeni («Ordre pour les services désintéressés»)[11]
- «El-yurt hurmati» ordeni («Ordre du respect du pays»)[11]
- Hamza nomidagi Oʻzbekiston SSR Davlat mukofoti («Prix Hamza d'État»)